# Елві Рей Сміт
Елві Рей Сміт III (англ. Alvy Ray Smith; нар. 3 вересня 1943, Мінерал-Веллс, Техас, США) — американський вчений-інформатик, співзасновник комп'ютерного відділу Lucasfilm і Pixar, брав участь у розширенні комп'ютерної анімації в художніх фільмах у 1980-х і 1990-х роках.

## Освіта
У 1965 році Елві Сміт отримав ступінь бакалавра з електротехніки в Університеті штату Нью-Мехіко (NMSU). Свою першу комп'ютерну графіку створив у 1965 році в НМДУ. У 1970 році отримав ступінь доктора філософії. доктор інформатики в Стенфордському університеті з дисертацією з теорії клітинних автоматів під спільним керівництвом Майкла А. Арбіба, Едварда Дж. МакКласкі та Бернарда Відроу.

## Кар'єра
Його перша мистецька виставка відбулася в Стенфордській кав'ярні. З 1969 по 1973 рік він був доцентом кафедри електротехніки та комп'ютерних наук у Нью-Йоркському університеті під керівництвом Герберта Фрімена, одного з перших дослідників комп'ютерної графіки. Недовго викладав в Каліфорнійському університеті в Берклі в 1974 році.
Перебуваючи в Xerox PARC у 1974 році, Сміт працював з Річардом Шоупом над SuperPaint, одним із перших комп'ютерних редакторів растрової графіки або програм для малювання. Основним внеском Сміта в це програмне забезпечення було створення колірного простору HSV, також відомого як HSB. Створив свої перші комп'ютерні анімації на системі SuperPaint.
У 1975 році Сміт приєднався до нової лабораторії комп'ютерної графіки Нью-Йоркського технологічного інституту (NYIT), де отримав посаду «Інформаційні кванти». Там, працюючи разом із традиційною анімаційною студією cel, він познайомився з Едом Кетмуллом і кількома основними співробітниками Pixar. Сміт працював над низкою нових програм для малювання, включаючи Paint3, перший растровий графічний редактор із справжніми кольорами. У рамках цієї роботи він був співавтором концепції альфа-каналу. Також був програмістом і співавтором анімації Еда Емшвіллера «Сонячний камінь». Включено до колекції Музею сучасного мистецтва в Нью-Йорку. Сміт працював у NYIT до 1979 року, а потім недовго працював у Лабораторії реактивного руху з Джимом Блінном над телесеріалом «Космос Карла Сагана Космос: персональна подорож».